# Cican Stankovic
Cican Stankovic (* 4. November 1992 in Bijeljina, Bosnien und Herzegowina) ist ein österreichischer Fußballtorhüter.

## Karriere

### Verein

#### Karrierebeginn in Niederösterreich
Stankovic begann seine Karriere beim USV Pressbaum. Zur Saison 2004/05 wechselte er zum FC Tulln. Zur Saison 2005/06 schloss er sich dem SV Königstetten an. In der Saison 2006/07 spielte er beim USC Muckendorf. Zur Saison 2007/08 kam er in die Jugend des SV Horn. Im August 2008 spielte er erstmals für die Zweitmannschaft der Horner in der achtklassigen 2. Klasse. In der Saison 2008/09 kam er zu 14 Einsätzen für Horn II in der achthöchsten Spielklasse. Zu Saisonende stieg er mit der Mannschaft in die 1. Klasse auf.
Zur Saison 2009/10 rückte er in den Kader der drittklassigen ersten Mannschaft von Horn. Im März 2010 debütierte er gegen den SV Würmla für diese in der Regionalliga. Bis Saisonende kam er zu zwei Einsätzen in der dritthöchsten Spielklasse und 15 Einsätzen für die zweite Mannschaft in der siebthöchsten Spielklasse. In der Saison 2010/11 absolvierte Stankovic drei Regionalligaspiele und 13 in der 1. Klasse.
In der Saison 2011/12 konnte er sich als Stammtorhüter der ersten Mannschaft etablieren und kam zu 26 Einsätzen in der Regionalliga, zudem wurde er in jener Saison auch noch ein letztes Mal für die zweite Mannschaft aufgeboten. Zu Saisonende konnte er mit den Niederösterreichern nach gewonnener Relegation gegen die WSG Wattens in die zweite Liga aufsteigen. Im Juli 2012 debütierte er in der zweithöchsten Spielklasse, als er am ersten Spieltag der Saison 2012/13 gegen den SCR Altach in der Startelf stand. Im April 2013 erzielte der Torwart bei einem 1:1-Remis gegen den FC Lustenau 07 mit dem Treffer zum 1:1-Endstand per Kopfball in der Nachspielzeit sein erstes Tor in seiner Karriere. In seiner ersten Zweitligasaison kam er zu 34 Einsätzen.

#### Wechsel in die Bundesliga
Zur Saison 2013/14 wechselte er zum Bundesligaaufsteiger SV Grödig. Nachdem er in die Saison als zweiter Tormann hinter Kevin Fend gestartet war, debütierte er im Oktober 2013 am zwölften Spieltag gegen den FC Admira Wacker Mödling in der Bundesliga. Daraufhin setzte er sich gegen Fend durch, ehe er sich im März 2013 verletzte und über einen Monat lang ausfiel. In seiner ersten Bundesligasaison kam er zu 17 Einsätzen, mit Grödig erreichte er als Dritter die Qualifikation zur UEFA Europa League. In dieser kam er der Saison 2014/15 zu vier Einsätzen, ehe Grödig in der dritten Qualifikationsrunde gegen Zimbru Chișinău ausschied.
Im August 2014 wurde bekannt, dass Stankovic zur Saison 2015/16 zum Ligakonkurrenten FC Red Bull Salzburg wechselt, bei dem er einen bis Juni 2020 laufenden Vertrag erhielt. In der Saison 2014/15 kam er zu 35 Einsätzen für Grödig, lediglich am 35. Spieltag erhielt Pirmin Strasser gegen den SCR Altach den Vorzug. In jener Spielzeit wurde er zum besten Torhüter der Liga ausgezeichnet.

#### Mit Salzburg in die Champions League
Bei Salzburg startete er als erster Torwart in die Saison 2015/16, nach mehreren Fehlern verlor er nach wenigen Spielen jedoch seinen Platz an Alexander Walke. So kam er in seiner ersten Saison bei den Salzburgern nur zu fünf Einsätzen in der Liga; mit den „Bullen“ war er nach Niederlage in der Qualifikation zur UEFA Champions League gegen den Malmö FF und daraufhin in der Qualifikation zur Europa League gegen den FK Dinamo Minsk nicht international Vertreten. Stankovic kam in der Qualifikation zu zwei Einsätzen gegen Malmö. National war er mit dem Verein allerdings erfolgreich und wurde Meister und Pokalsieger. Wie bereits in der Vorsaison kam er in der Saison 2016/17 kaum zum Zug: In der Bundesliga absolvierte er zwei Spiele, in der Gruppenphase der Europa League kam er zu einem Einsatz, allerdings war er im Cup in allen sechs Spielen gesetzt. Mit Salzburg konnte er das Double aus Meisterschaft und Pokal verteidigen.

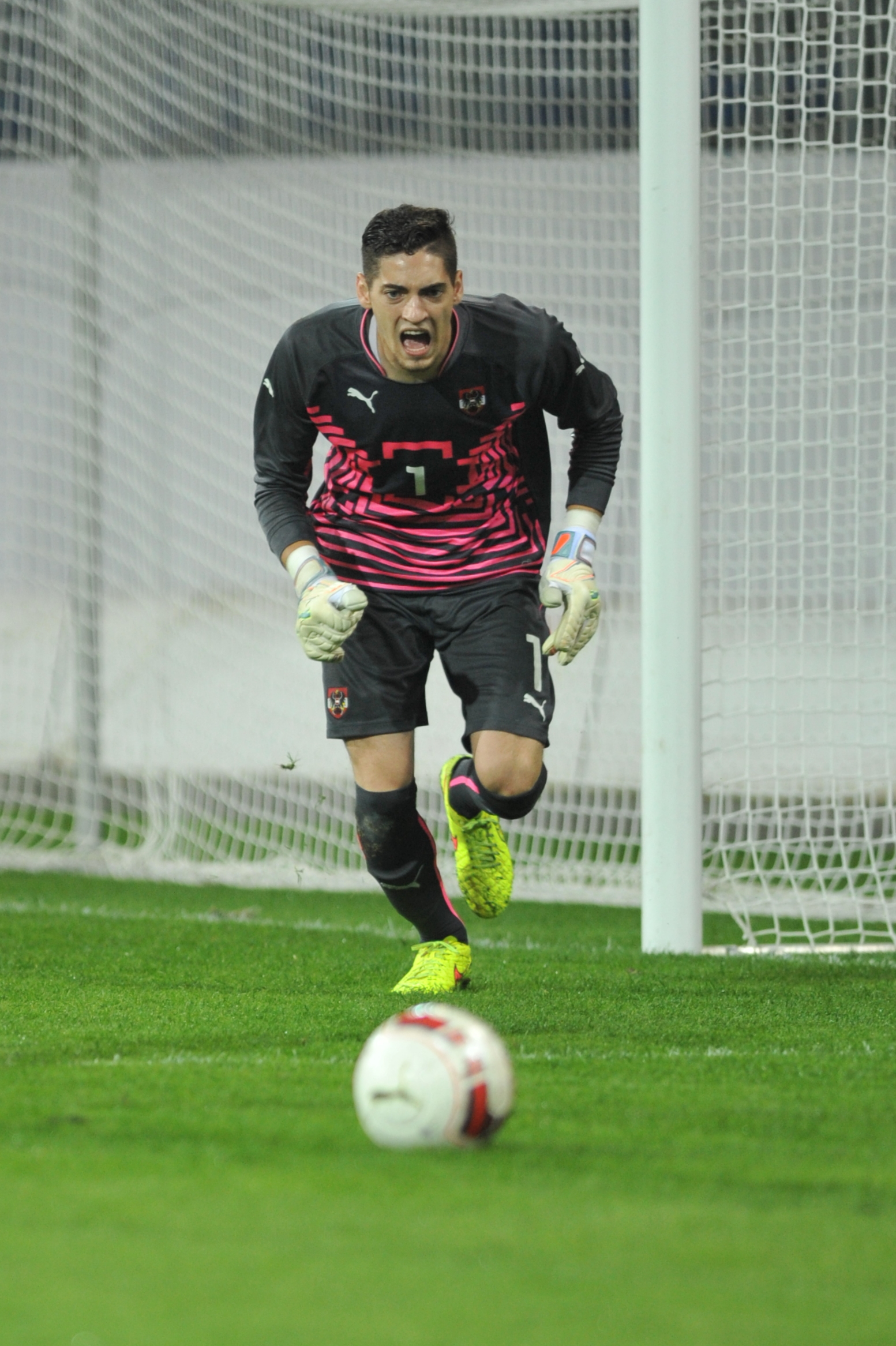
Stankovic im Einsatz für die U-21 (2014)

In der Saison 2017/18 kam er zu neun Einsätzen in der Liga, zudem absolvierte er wieder ein Spiel in der Europa League, in der er mit dem Verein erst im Halbfinale gegen Olympique Marseille scheiterte. Im Cup war er abermals gesetzt, in dieser Spielzeit wurde Salzburg allerdings nur Meister, nachdem man das Pokalfinale gegen den SK Sturm Graz verloren hatte. Zur Saison 2018/19 wurde er schließlich wieder erster Tormann der Salzburger, während Walke die internationalen Spiele und den Cup bestreiten sollte. So kam Stankovic zu 28 Einsätzen in der Bundesliga, blieb aber ohne Einsatz in der Europa League, in der man im Achtelfinale gegen den SSC Neapel scheiterte, und einem Einsatz im Cup. In der Saison 2018/19 konnte man wieder das Double holen, zudem wurde Stankovic ein zweites Mal nach 2014/15 zum besten Torhüter der Liga ausgezeichnet. Nachdem sich Walke in der Sommerpause vor der Saison 2019/20 schwerer verletzt hatte, kam Stankovic fortan in allen Bewerben zum Einsatz. So absolvierte er für Salzburg – das sich über die Liga erstmals in der Vereinsgeschichte für die Champions League qualifizieren konnte – im September 2019 gegen den KRC Genk erstmals ein Spiel in der „Königsklasse“. Im Oktober 2019 zog er sich in der Champions League gegen Neapel einen Müskelbündelriss zu, woraufhin er über einen Monat lang ausfiel. Sein Comeback gab er im Dezember 2019. In der Saison 2019/20 kam er insgesamt zu 27 Ligaeinsätzen, fünf im Pokal, vier in der Champions League und zwei nach dem Umstieg in die Europa League. Mit Salzburg konnte er das Double erfolgreich verteidigen. In der Saison 2020/21 fiel Stankovic wieder vermehrt durch Unsicherheiten auf und verspielte sich so im Frühjahr 2021 auch seinen Platz im Nationalteam und schaffte es schlussendlich nicht einmal als vierter Tormann in den vorläufigen EM-Kader Österreichs 2021. Die Salzburger verpflichteten im Jänner 2021 den deutschen U-Teamspieler Nico Mantl, gegen den sich Stankovic bis Saisonende durchsetzte. Die Salzburger holten zum dritten Mal in Folge das Double, Stankovic absolvierte 2020/21 29 Bundesligapartien, acht in der Champions League bzw. der Qualifikation zu dieser, nach dem Umstieg in die Europa League zwei dort, sowie alle sechs Partien im Cup.

#### Wechsel in die griechische Hauptstadt
Nach sechs Jahren in Salzburg wechselte Stankovic zur Saison 2021/22 nach Griechenland zu AEK Athen, wo er einen bis Juni 2025 laufenden Vertrag erhielt. In vier Jahren kam er für AEK zu 51 Einsätzen in der Super League, wobei er in der Saison 2024/25, zu keinem Einsatz mehr kam. Nach der Saison 2024/25 verließ er den Verein per Vertragsende.

### Nationalmannschaft
Stankovic debütierte im Juni 2014 gegen Tschechien für die österreichische U-21-Auswahl. Bis September 2014 absolvierte er drei Spiele für diese.
Im Mai 2018 wurde er erstmals in den Kader der A-Nationalmannschaft berufen. Sein Debüt für diese gab er im September 2019, als er in der EM-Qualifikation gegen Lettland in der Startelf stand.

## Erfolge
FC Red Bull Salzburg
- Österreichischer Meister: 2016, 2017, 2018, 2019, 2020, 2021
- Österreichischer Cup-Sieger: 2016, 2017, 2019, 2020, 2021
- Torhüter des Jahres in Österreich: 2015, 2019

AEK Athen
- Griechischer Meister: 2023
- Griechischer Pokalsieger: 2023